# Прадо (парк)
Парк Прадо — найбільший з шести основних громадських парків Монтевідео, столиці Уругваю. Він розташований в районі Прадо. та займає 106 гектарів площі. Заснований 1873 року.
На території парку знаходиться Роседаль, сад троянд. 12 000 троянд були імпортовані з Франції 1910 року. Сад прикрашають чотири альтанки, вісім пергол і фонтан. Через парк тече струмок Мігелете.
На території Прадо є два музеї. Музей імені Хуана Мануеля Бланеса, заснований 1930 року, розташований у віллі Палладіо, яка є національною історичною пам'яткою з 1975 року і включає в себе японський сад. Музей і ботанічний сад професора Атіліо Ломбардо були засновані 1902 року. Національний інститут кліматології і його обсерваторія також знаходяться на території парку.

## Галерея

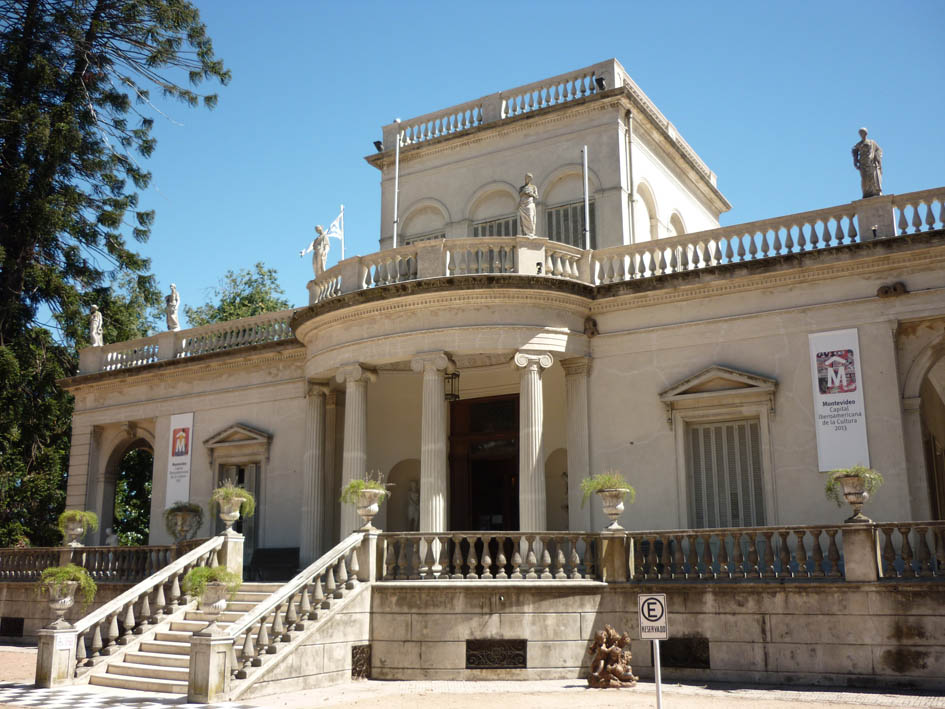
Музей імені Хуана Мануеля Бланеса
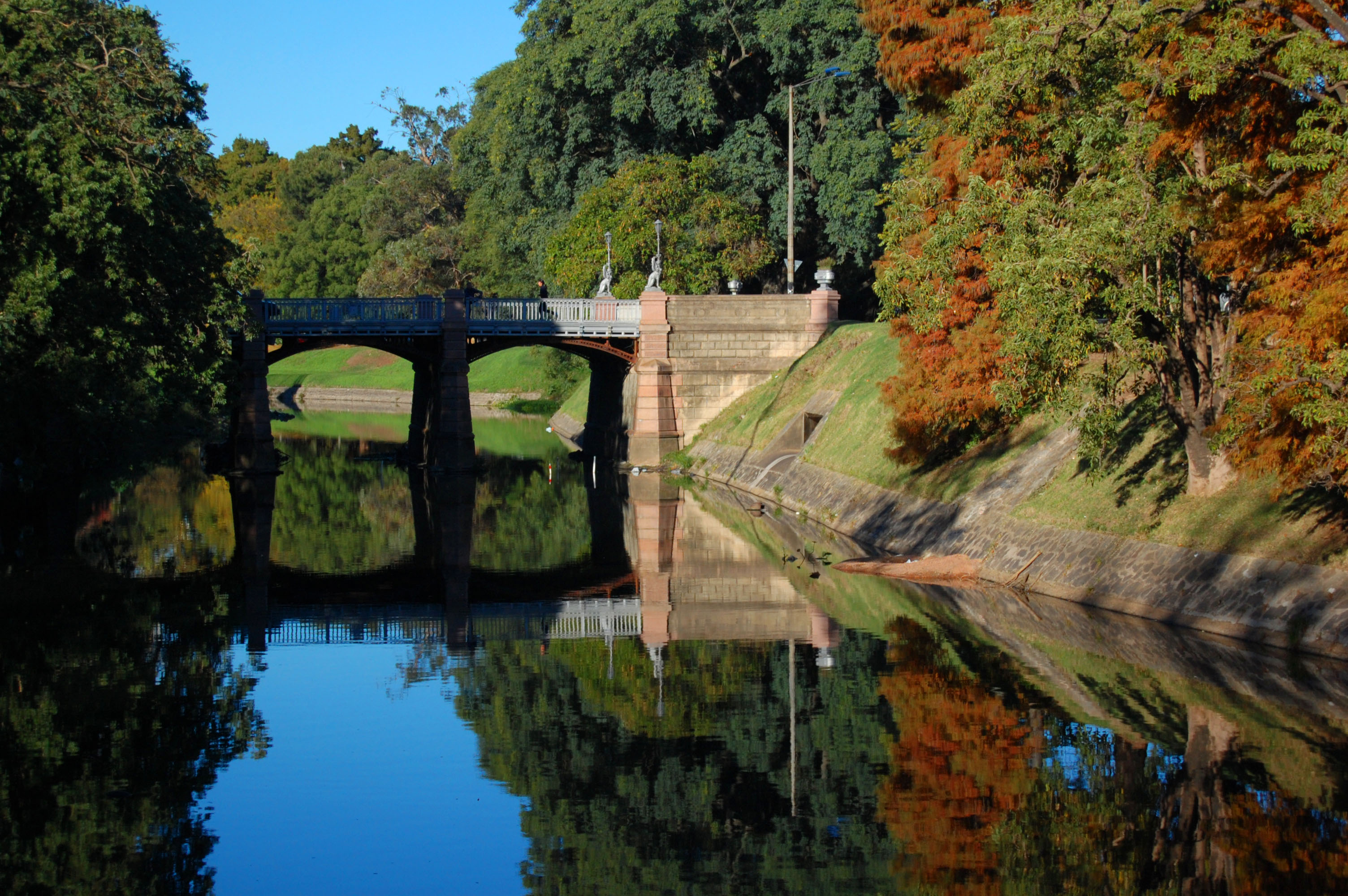
Міст через струмок Мігелете
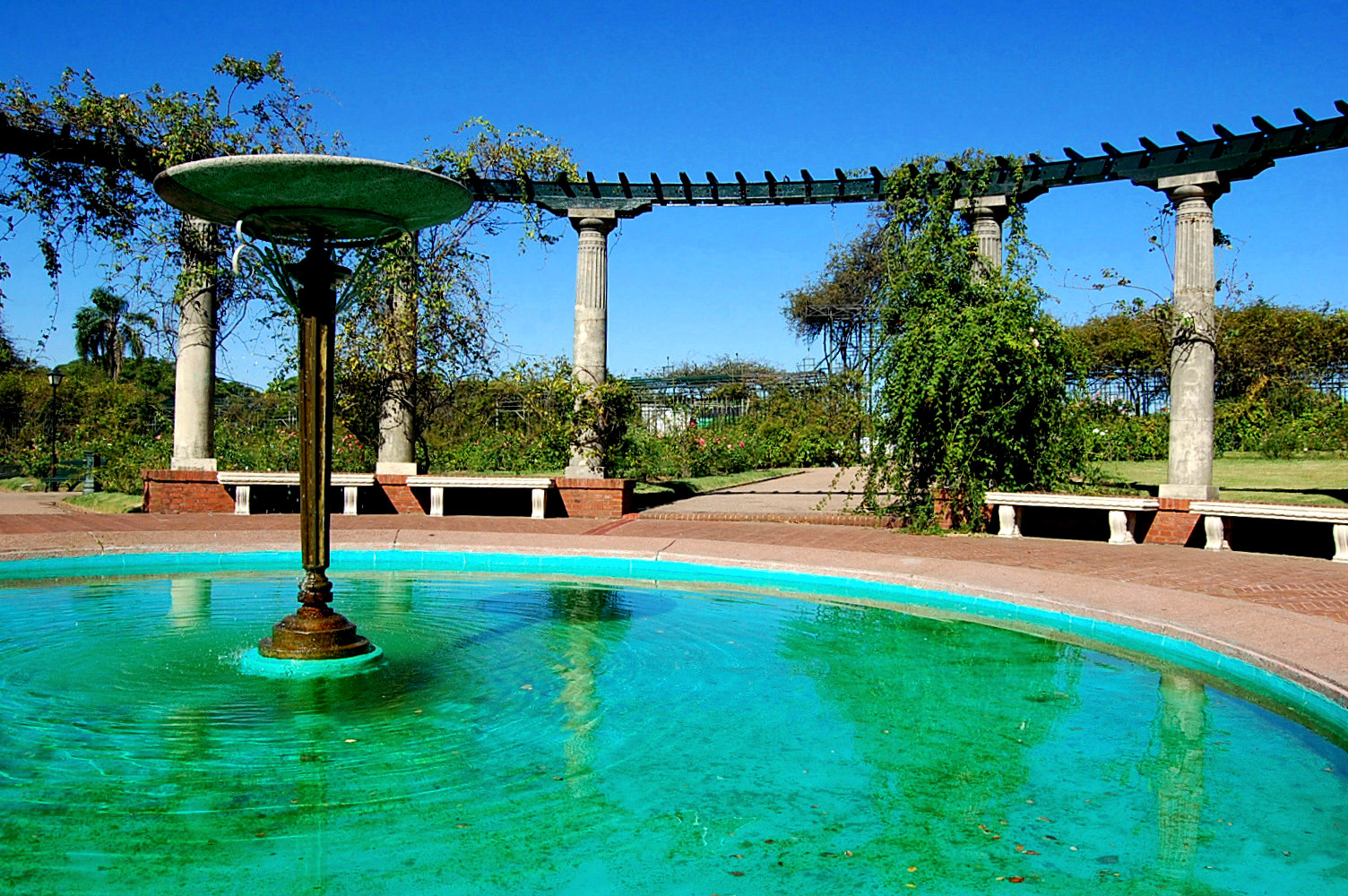
Сад Роседаль
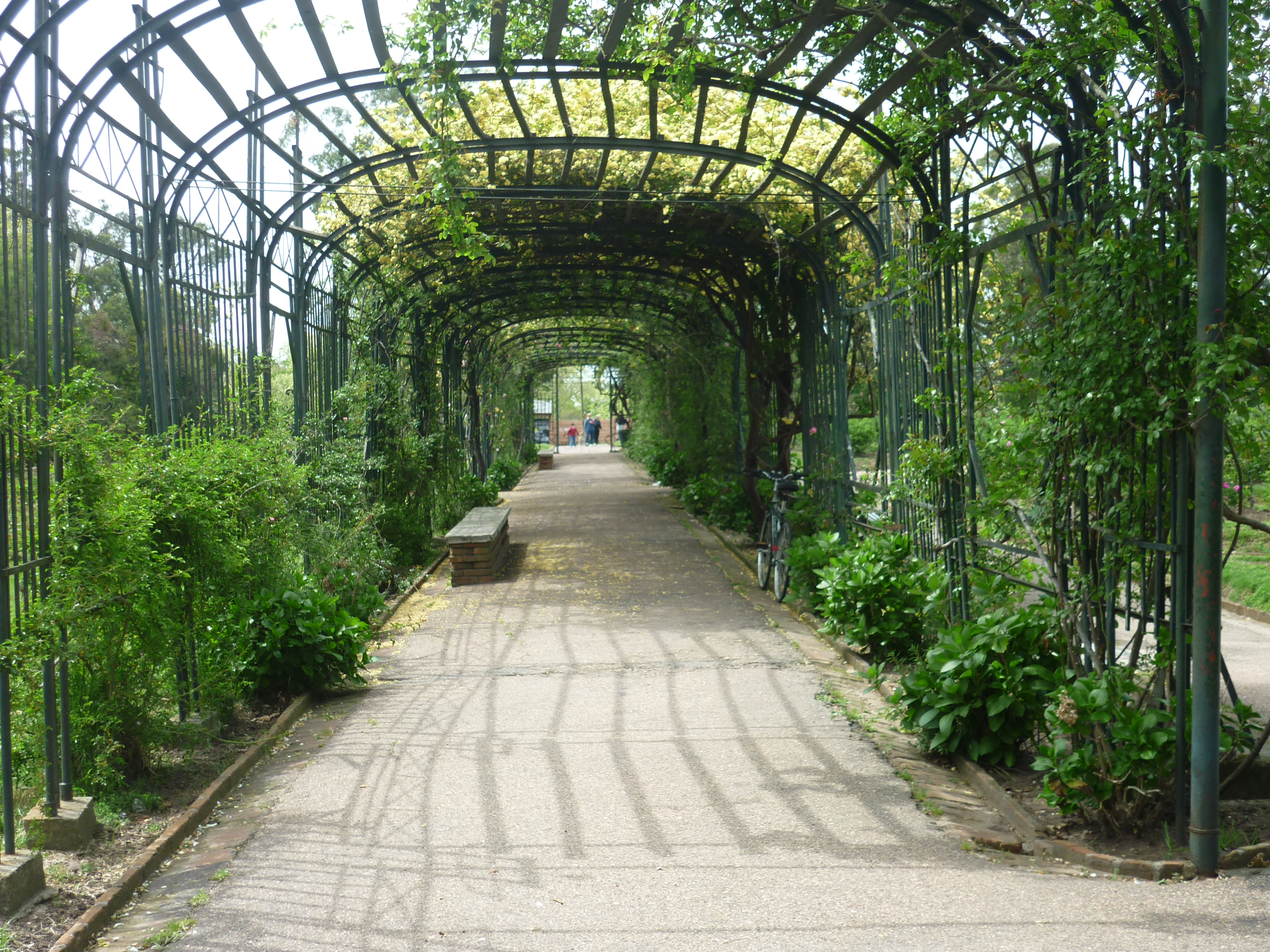
Пергола у саду Роседаль
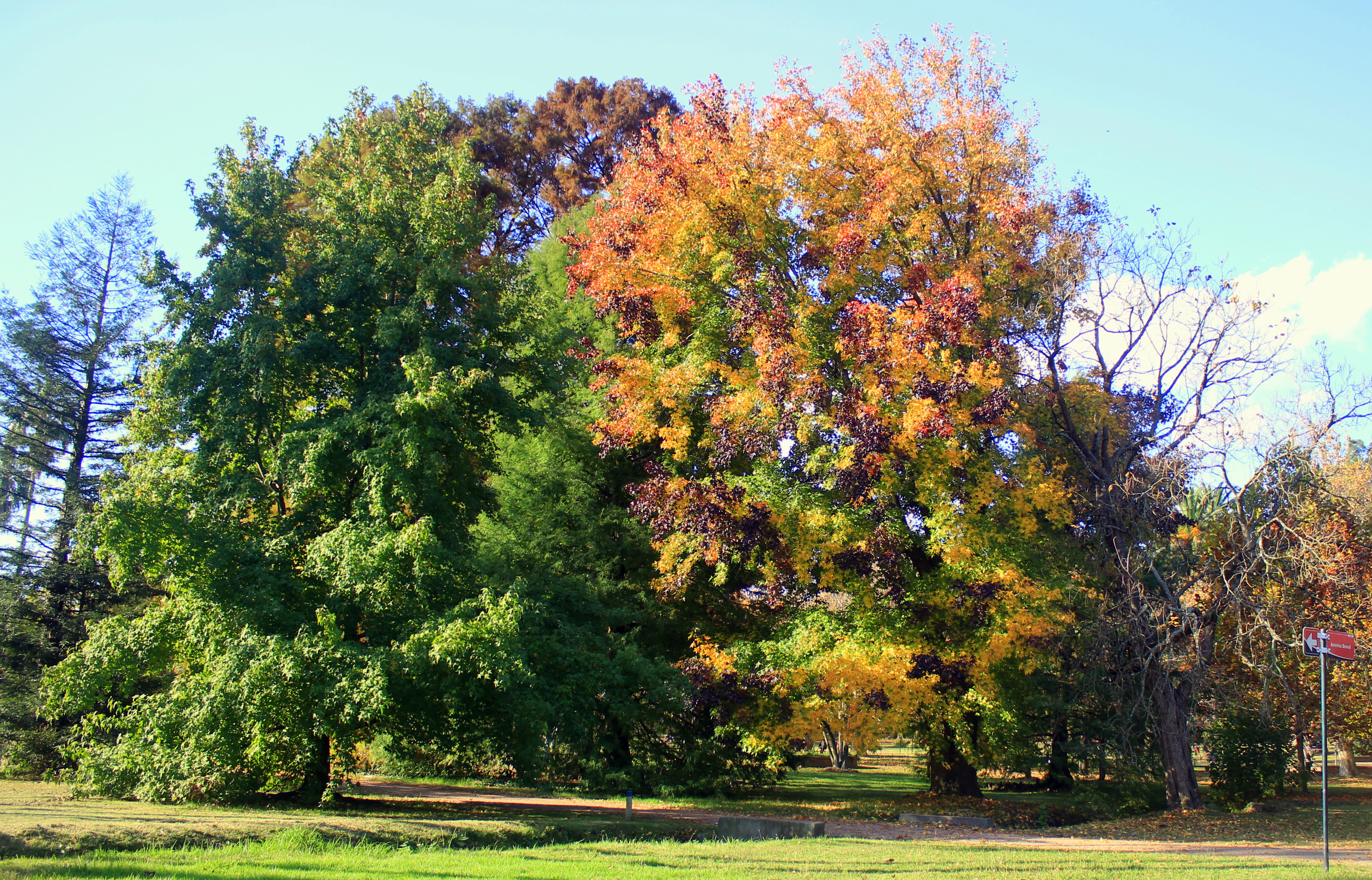
У ботанічному саду
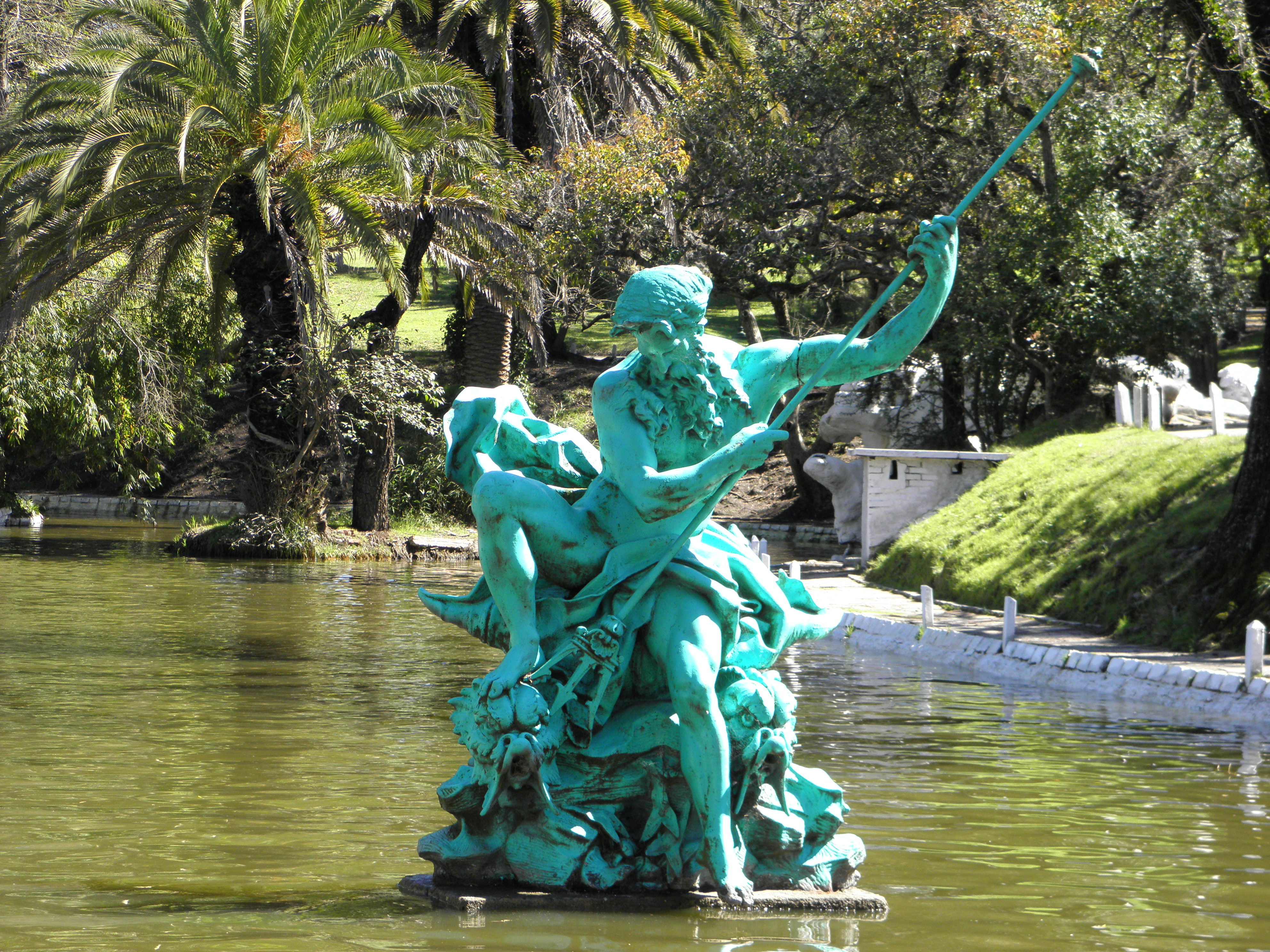
Статуя Нептуна